# تشارلي رودريغيز
تشارلي رودريغيز (بالإنجليزية: Charlie Rodríguez)‏ هو سياسي أمريكي، ولد في 26 أغسطس 1954 في نيويورك في الولايات المتحدة. حزبياً، نشط في الحزب التقدمي الجديد.